# I
|  | Per a altres significats, vegeu «I (kana)». |

La I és la novena lletra de l'alfabet català i tercera de les vocals.

## Fonètica
En català serveix per representar la més tancada i palatal de les vocals. Si està al costat d'un altra vocal pot representar el so de semi-vocal.
La i representa dues variacions ortogràfiques diferents. Una és la de í Í que únicament serveix per al so vocàlic (mai el semivocàlic) i que se'n fa ús quan així ho indiquen les normes d'accentuació (pastís, camí)
L'altra variació és la dièresi Ï ï de la qual se'n fa ús en cas de separar dues vocals que segons les normes ortogràfiques i d'accentuació haurien d'anar juntes (veïna). En català prenormatiu aquesta situació se solia resoldre amb una hac intercalada (vehina). En aquest cas, la variant en majúscula Ï només pot ser utilitzada si hi està tota la paraula, ja que no hi ha cap paraula que comenci per aquest símbol.
Amb la lletra ge serveix per formar el dígraf ig que després d'una vocal plena serveix per indicar el so palatal africat (maig, roig).
Amb la lletra ics serveix per formar el dígraf ix que després d'una vocal plena representa el so palatal fricatiu de fluix, caixa (ja que sense la i expressaria la combinació /ks/ de flux)
En català, i és una conjunció coordinant copulativa

## Significats de la lletra I
- Bioquímica: símbol de la isoleucina.
- Matemàtiques: Símbol que representa el nombre imaginari de valor arrel quadrada de -1. En nombres romans té el valor d'1. Si se'n col·loquen dos seguits (II) de 2 i tres seguits (III) de 3. A la dreta d'un altre número li suma 1 valor i a l'esquerra li'n resta.
- Química: I és el símbol de l'element químic Iode
- Vehicles: Designa vehicles automòbils provinents d'Itàlia

## Símbols derivats o relacionats
| Caràcter | Descripció              | Unicode (maj./min.)  | Html (maj./min.)  | Notes d'ús             |
| -------- | ----------------------- | -------------------- | ----------------- | ---------------------- |
| Ì        | I amb accent greu       | U+00CC U+00EC        | &Igrave; igrave;  | italià                 |
| Í        | I amb accent agut       | U+00CD U+00ED        | &Iacute; &iacute; | català, castellà, etc. |
| Î        | I amb accent circumflex | U+00CE U+00EE        | &Icirc; &icirc;   | francès, etc.          |
| Ï        | I amb dièresi           | U+00CF U+00EF        | &Iuml; &iuml;     | català, francès, etc.  |
| Ĩ        | I amb titlla            | U+0128 U+0129        |                   | lituà                  |
| Ǐ        | I amb anticircumflex    | U+01CF U+01D0        |                   | pinyin                 |
| Ĭ        | I amb breu              | U+012C U+012D        |                   |                        |
| Ī        | I amb màcron            | U+012A U+012B        |                   |                        |
| İ        | I amb punt superior     | U+0130 U+0069 (0x69) |                   | turc                   |
| ı        | I sense punt superior   | U+0049 U+0131        |                   | turc                   |
| Ị        | I amb punt inferior     | U+1ECA U+1ECB        |                   |                        |
| Į        | I amb ogonek            | U+012E U+012F        |                   | lituà                  |
| Ĳ        | Lligatura IJ            | U+0132 U+0133        |                   | neerlandès             |